# C23H24O6
化学式C23H24O6（摩尔质量：396.439 g/mol）可以指：
- 二甲基姜黄素（ASC-J9），CAS号：160096-59-3 ，烯醇式CAS号：52328-98-0
- 二氢鱼藤酮，CAS号：6659-45-6

|  | 这个同类索引页列出了具有相同分子式的化学物（即同分異構體）条目。 除非您是有意链接至本页，否则应将相应条目的内部链接指向正确的条目。 |